# ハトヴァン - ソルノク線
ハトヴァン - ソルノク線（ハンガリー語: Hatvan–Szolnok-vasútvonal）は、ハンガリー国鉄の鉄道線の名称である。路線番号は82。

## 運行形態
特別快速と普通について説明する。

### 普通(S820)
線内のみ、1-2時間に1本の運行。ウーイサース - ソルノク間は120号線を走行し、ノンストップで運行される（ただし一部ザジヴァレーカシュ停車あり）。

### 過去の運行種別
- 特別快速(Ex)
  - カンプシュ号：　ミシュコルツ - ハトヴァン - ウーイサース - セゲド　【週1往復運行】
週1往復の運行で、夏季は運休していた。ハトヴァン以北は80号線に、ウーイサース以南はソルノクに停車せず100号線に直通していた。82号線内は、ヤースベレーニとウーイサースに停車していた。
2020年以前に運行していた。
  - エズュシュトパルト号：　ミシュコルツ - ハトヴァン - ウーイサース - ケストヘイ　【夏季運行】
ウーイサースを通過し、ヤースベレーニ - ケレンフェルド（ブダペスト市内）間ノンストップで運行していた[2]。ハトヴァン以北は80号線に、ウーイサース以南はソルノクに停車せず100号線に直通していた。
2019年に限り運行していた。

## 駅一覧
以下では、ハンガリー国鉄120号線の駅と営業キロ、停車列車、接続路線などを一覧表で示す。
- 種別
  - S：普通
- 停車駅
  - ■印：全列車停車
  - ●印：一部通過
  - ○印：一部停車
  - ｜印：全列車通過

| 路線名 | 駅名                                   | 駅間営業キロ | 累計営業キロ | S | 接続路線 | 所在地                       | 所在地           |
| ------ | -------------------------------------- | ------------ | ------------ | - | --- | ---------------------------- | ---------------- |
| 82     | ハトヴァン駅                           | -            | 0            | ■ | 80号線（フュゼシャボニ方面、ブダペスト方面） 81号線（ショモシュケーウーイファル方面）                                          | ヘヴェシュ県                 | ハトヴァン郡     |
| 82     | ヤースフェーニサル駅                   | 11           | 11           | ■ | | ヤース・ナジクン・ソルノク県 | ヤースベレーニ郡 |
| 82     | プスタモノシュトル駅                   | 4            | 15           | ■ | | ヤース・ナジクン・ソルノク県 | ヤースベレーニ郡 |
| 82     | ヤースベレーニ駅                       | 11           | 26           | ■ | | ヤース・ナジクン・ソルノク県 | ヤースベレーニ郡 |
| 82     | メッジェシュペレ駅                     | 7            | 33           | ● | | ヤース・ナジクン・ソルノク県 | ヤースベレーニ郡 |
| 82     | ポルテレク駅                           | 3            | 36           | ● | | ヤース・ナジクン・ソルノク県 | ヤースベレーニ郡 |
| 82     | ヤースボルドグハーザ・ヤーノシュヒダ駅 | 6            | 42           | ■ | | ヤース・ナジクン・ソルノク県 | ヤースベレーニ郡 |
| 82     | ウーイサース駅                         | 10           | 52           | ■ | 86号線（ヤーサパーティ方面）、120号線（ナジカート方面）                                                                        | ヤース・ナジクン・ソルノク県 | ソルノク郡       |
| 120    | ザジヴァレーカシュ駅                   | 5            | 57           | ○ | 120号線短絡線（ブダペスト方面）                                                                                                | ヤース・ナジクン・ソルノク県 | ソルノク郡       |
| 120    | ソルノク駅                             | 11           | 68           | ■ | 100号線（ブダペスト方面、ニーレジハーザ方面） 120号線（ブラショフ方面）、130号線（センテシュ方面） 145号線（ケチケメート方面） | ヤース・ナジクン・ソルノク県 | ソルノク郡       |